# Wolfgang Ischinger

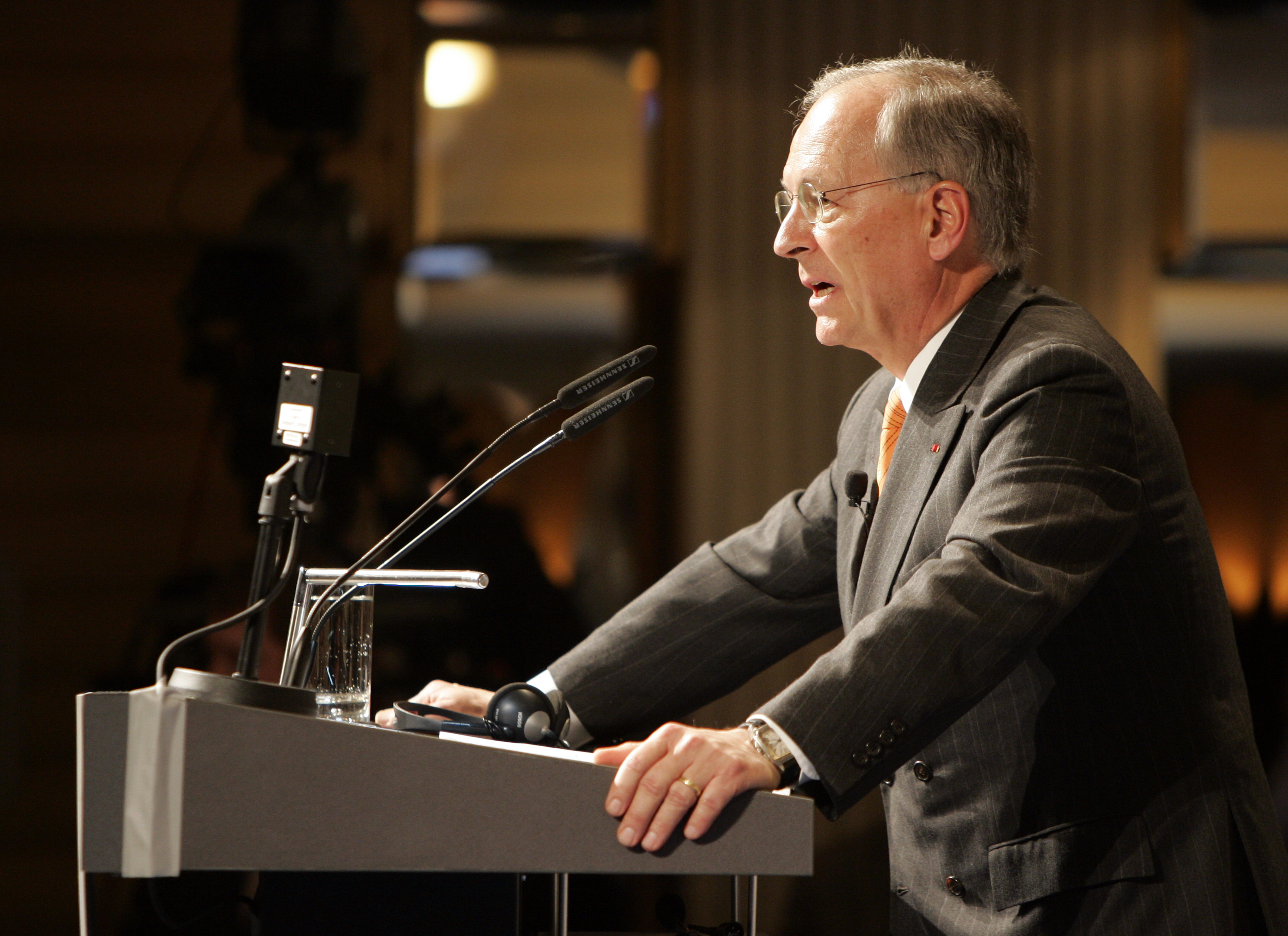
Wolfgang Ischinger

Wolfgang Friedrich Ischinger (ur. 6 kwietnia 1946 w Nürtingen) – niemiecki prawnik i były dyplomata.

## Kariera
Studia nauk prawnych rozpoczął w roku 1966 na Uniwersytecie Fryderyka Wilhelma w Bonn (Rheinische Friedrich-Wilhelms-Universität Bonn) i Uniwersytecie Genewskim (Université de Genève). Następnie w latach 1972–1973 studiował w Medford w elitarnej akademii The Fletcher School of Law and Diplomacy. Od 1973 do 1975 roku pracował w gabinecie Sekretarza Generalnego ONZ Kurta Waldheima. W 1975 roku rozpoczął pracę w dyplomacji. W następnych latach pracował m.in. w ambasadach w Waszyngtonie i Paryżu.
Od 1993 do 1998 Ischinger był dyrektorem ds. politycznych w niemieckim MSZ. Natomiast w roku 1998 został sekretarzem stanu w tym ministerstwie i funkcję tę pełnił przez trzy lata.
Od 2001 do 2006 był niemieckim ambasadorem w Stanach Zjednoczonych.
Od marca 2006 do końca kwietnia 2008 pracował jako ambasador Niemiec w Wielkiej Brytanii.
Od lutego 2008 jest przewodniczącym „Monachijskiej Konferencji Bezpieczeństwa”, jako następca Horsta Teltschika.
Dziennikarka Jutta Falke jest drugą żoną Ischingera, mają troje dzieci.

## Publikacje
- Kurt Hesse, Wolfgang Ischinger, Die Entwicklungsschwelle, Duncker und Humblot, Berlin, 1973, ISBN 3-428-02957-7 (de)
- Wolfgang Ischinger, Die gemeinsame Außen- und Sicherheitspolitik nach Amsterdam, Zentrum für Europäische Integrationsforschung, Bonn, 1998, ISBN 3-933307-14-7 (de)